# AEC Matador

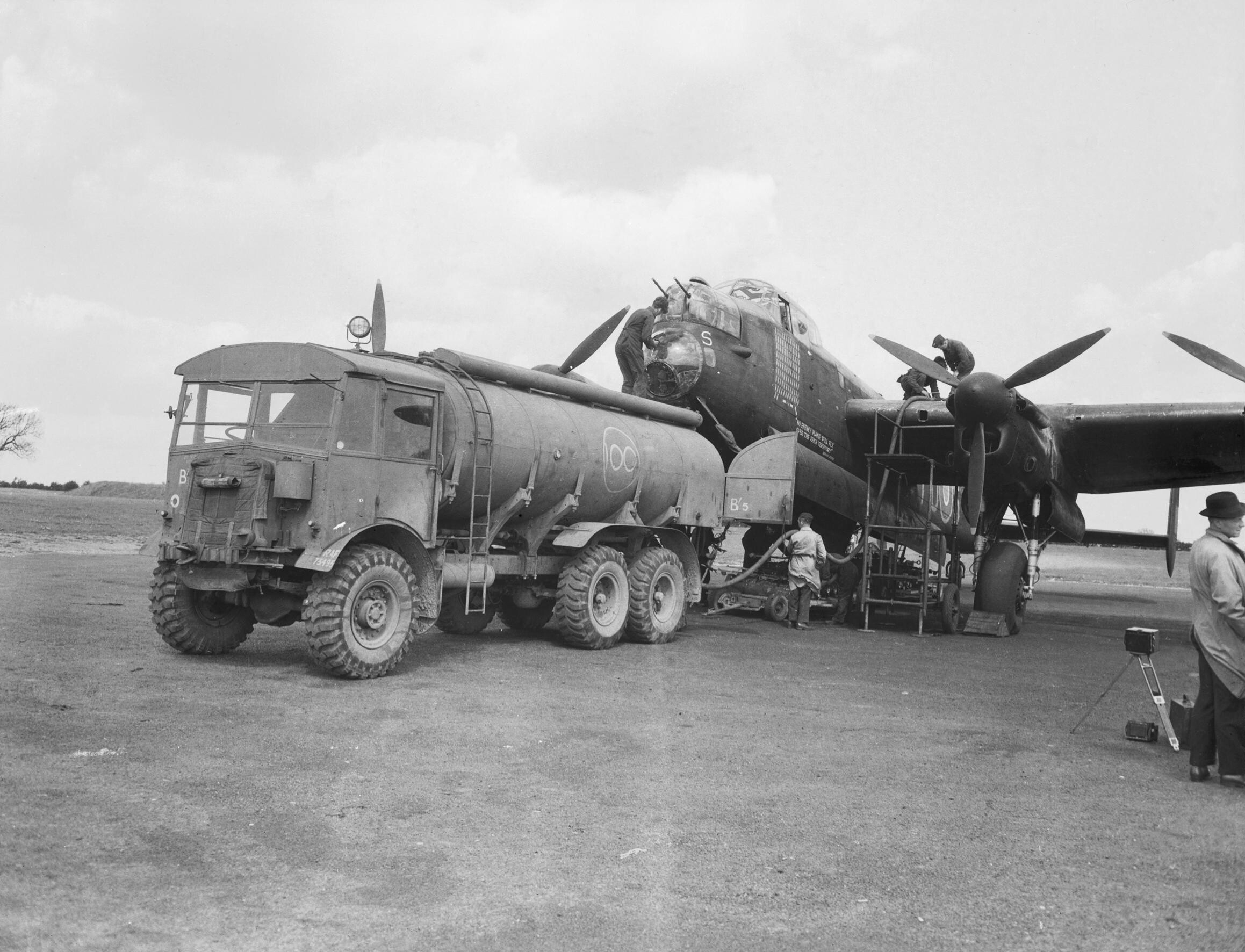
AEC 854 tankwagen bij een Avro Lancaster bommenwerper, 1944

AEC Matador was een artillerietrekker geproduceerd door de Engelse vrachtwagenproducent Associated Equipment Company voor de Britse krijgsmacht in de Tweede Wereldoorlog.

## Geschiedenis
De ontwikkeling van de Matador startte bij Hardy Motors in het begin van de jaren dertig. Hardy Motors werd in 1932 overgenomen door AEC die verderging met het ontwerp. In 1937 werd het voertuig aan het Britse leger gepresenteerd. In 1938 plaatste deze een order voor 200 voertuigen als middelzware artillerietrekker die in 1939 werden geleverd.

## Beschrijving
De Matador had een frontstuurcabine met een licht gebogen dak. De AEC A187 zescilinder dieselmotor had een cilinderinhoud van 7,6 liter en een vermogen van 95 pk. Alle wielen konden worden aangedreven. De laadvloer was vlak en kon worden afgeschermd met een canvas dak. Aan de achterzijde was een lier aangebracht met een capaciteit van 7 ton. De brandstoftank had een capaciteit van 182 liter. Tijdens de oorlog zijn ruim 8500 exemplaren van dit voertuig gemaakt. Het chassis van de Matador is ook gebruikt voor de Dorchester pantserwagen.
AEC heeft ook een 6x6 versie geproduceerd (model 854) van de Matador. Er waren twee versies, met benzine- en dieselmotor. De dieselmotor was dezelfde als voor de 4x4 versie. De meeste van deze voertuigen zijn in gebruik genomen door de luchtmacht als, onder andere, brandstoftanker, rijdend platform voor de productie van zuurstof en bergingsvoertuig. Bij de landmacht is het voertuig verbouwd tot licht gepantserd commandovoertuig.

## Versies

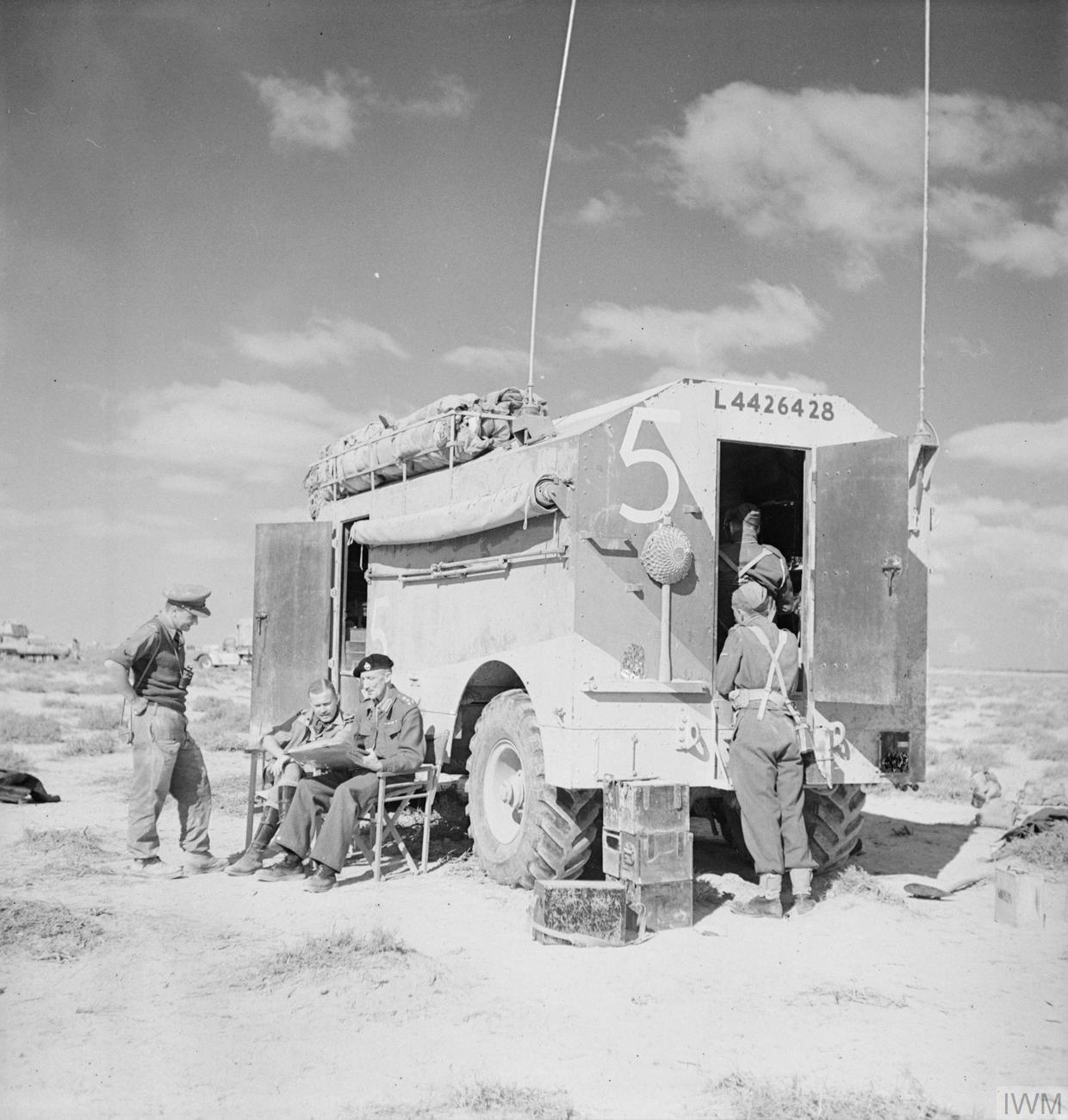
Gepantserd commandovoertuig AEC 'Dorchester'

De Dorchester was een licht gepantserd, maximaal 12 millimeter dik, commandovoertuig; van dit type zijn er vanaf 1941 circa 400 gebouwd. Er waren twee versies: de Mark I, deze had één grote werk- en radioruimte en de Mark II, die een aparte werkruimte had. Beide versies waren aan de buitenkant overigens identiek. Het voertuig was comfortabel, waardoor de troepen het de bijnaam Dorchester gaven, naar het bekende hotel in London. De bemanning bestond uit zeven personen, waaronder een chauffeur, twee radiotelefonisten en vier officieren. De voertuigen waren uitgerust met radioapparatuur voor het noodzakelijke contact met de eenheden. Het voertuig is ingezet tijdens de militaire campagnes in Noord-Afrika, Italië en Noord-Europa. In juni 1941 veroverde het Duitse Afrikakorps drie van deze voertuigen; twee hiervan werden aan generaal Erwin Rommel ter beschikking gesteld als mobiel hoofdkwartier. Pas na de Italiaanse en Duitse overgave in die regio, kwamen de voertuigen terug in Britse handen.
Later is ook het chassis van de 6x6 Matador voor ditzelfde doel gebruikt. Het voertuig was voorzien van communicatieapparatuur en dergelijke zoals de Dorchester. Het was uitgerust met een zwaardere zescilinder dieselmotor met een vermogen van 150 pk om het extra gewicht te compenseren. Dankzij de geringere hoogte leek het op een gewone vrachtwagen en trok daardoor minder de aandacht van de vijand. In totaal zijn circa 150 eenheden gebouwd in 1944 en 1945.
Begin jaren veertig nam AEC het initiatief om het chassis van de Matador te gebruiken voor de ontwikkeling van een pantserwagen. De AEC-pantserwagen had een hoger gewicht waardoor een zwaardere dieselmotor noodzakelijk was. Het voertuig had aandrijving op alle wielen (4x4), maar op wegen kon de aandrijving op de achterwielen worden uitgeschakeld. Het leger bestelde het voertuig en in 1941-1943 werden er 629 exemplaren gebouwd in drie verschillende versies. Het pantservoertuig is tijdens de militaire campagnes in Noord-Afrika, Sicilië, Italië en Noord-Europa ingezet.

## Gebruik

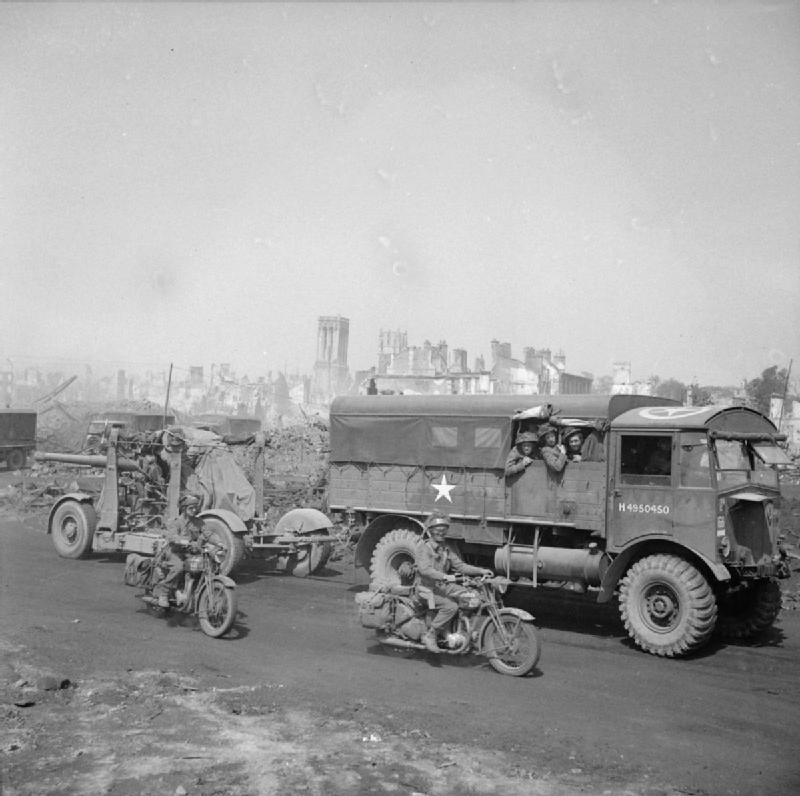
Matador met 3,7 inch kanon in zwaar beschadigd Caen

Het Britse leger heeft het voertuig vooral gebruik als artillerietrekker voor middelzwaar geschut. Het laadgedeelte bood ruimte voor de bemanning en munitie. In de strijd in Noord-Afrika werd de Matador ook van een zesponder antitankkanon voorzien, de Deacon. Een aantal exemplaren van de Matador zijn door de Britse luchtmacht gebruikt als standaard vrachtwagen. De 6x6 versie deed met name dienst als brandstoftanker en kraanwagen.
Het Britse leger nam pas in laat in de jaren zestig afscheid van het voertuig; een bewijs van de goede kwaliteit. Na de oorlog zijn veel voertuigen ook in civiele handen gekomen. De Matador werd gebruikt als vrachtwagen, als bergingsvoertuig en werd vooral gewaardeerd vanwege de goede prestaties in moeilijk terrein.